# Motala Ström
 (mars 2015).
Si vous disposez d'ouvrages ou d'articles de référence ou si vous connaissez des sites web de qualité traitant du thème abordé ici, merci de compléter l'article en donnant les références utiles à sa vérifiabilité et en les liant à la section « Notes et références ».
Le Motala Ström est un fleuve de Suède, émissaire du lac Vättern.

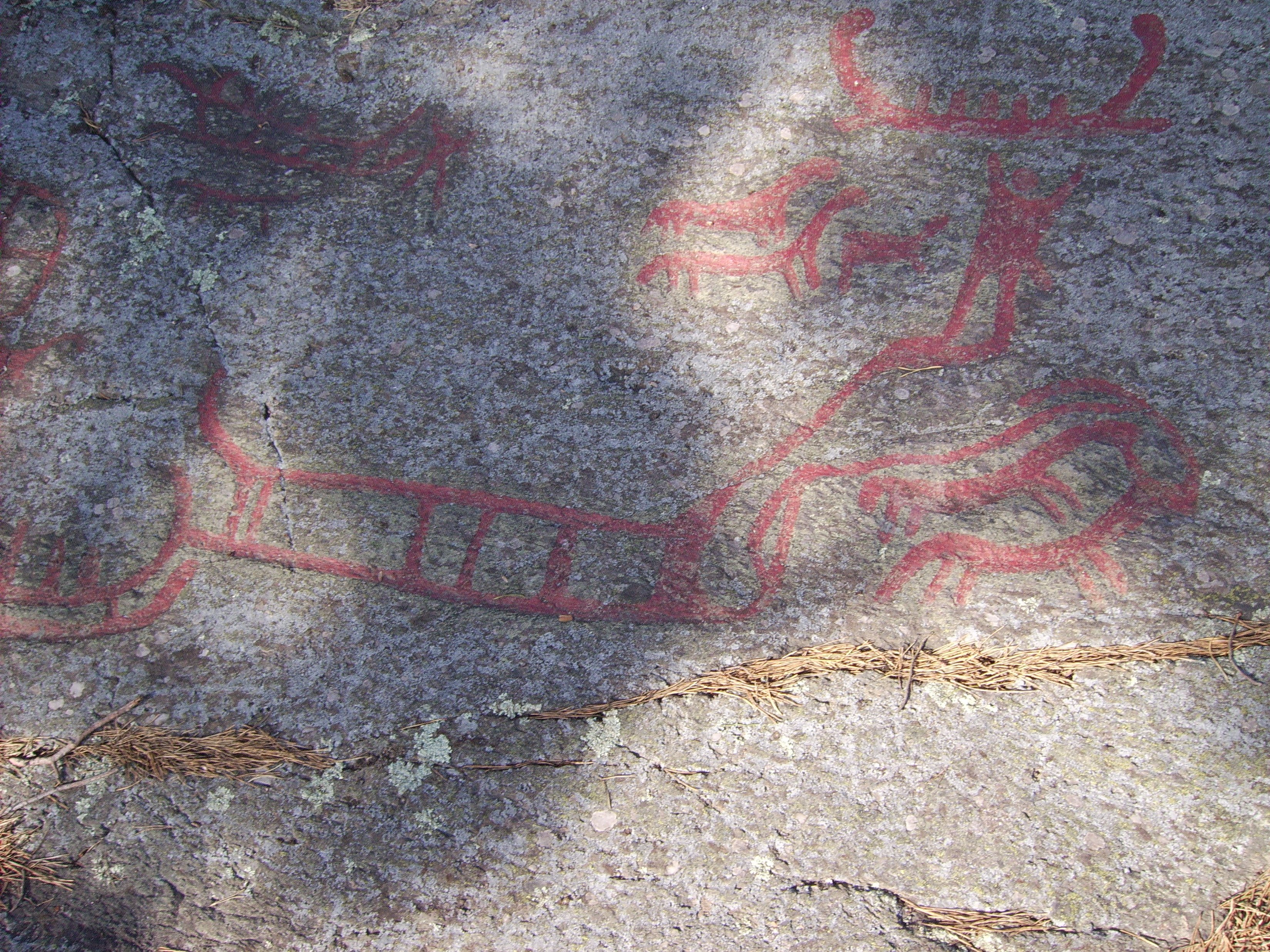
Rocher gravé préhistorique représentant un bateau halé par des chevaux
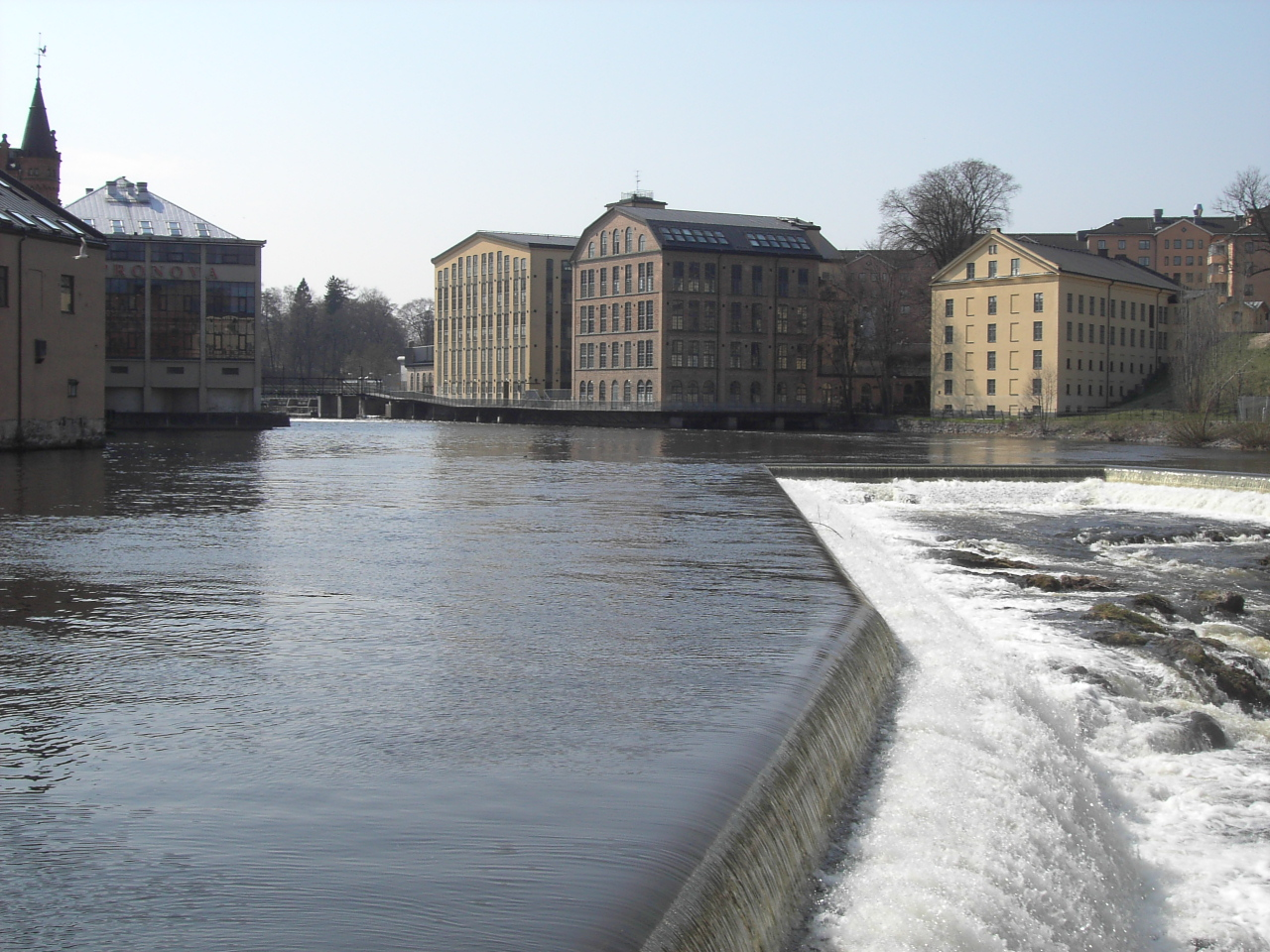
Le Motala Ström traversant les anciens quartiers industriels de Norrköping
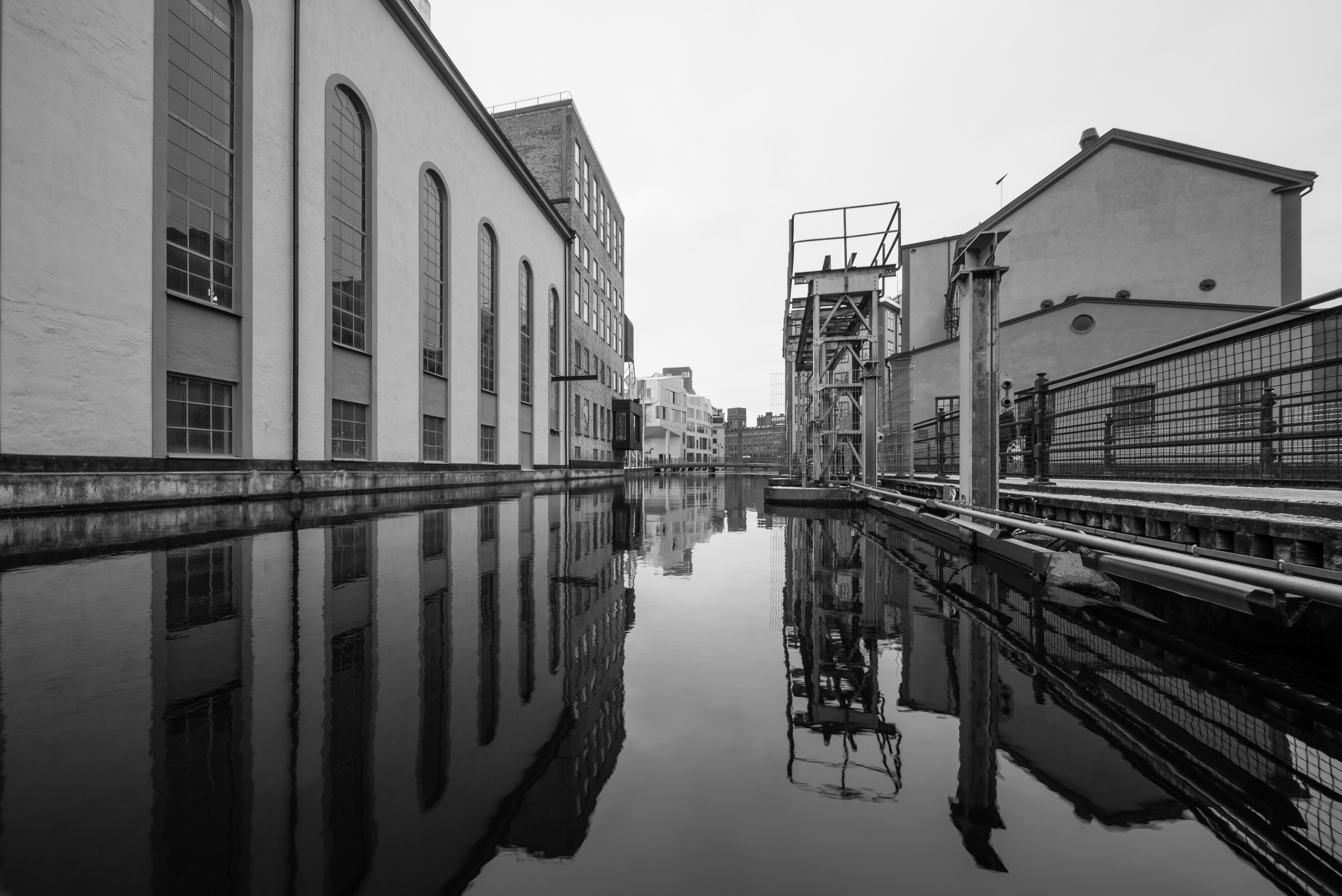
Encore la traversée des anciens quartiers industriels de Norrköping

Son cours commence à Motala et il s'écoule en direction de l'est en traversant successivement les lacs Boren, Ljöngsjön et Roxen. Entre ces deux derniers il est doublé latéralement par le Göta kanal. De là, il s'oriente au nord et débouche dans le lac Glan, à la sortie duquel il s'écoule à travers l'agglomération de Norrköping pour finalement se jeter dans la baie de Bråviken qui lui fait office d'estuaire.
Son bassin de 15 481 km2 en fait le second du Götaland après celui du Göta älv. En prenant en compte le passage par le Vättern et le cours du plus long de ses tributaires, le Huskvarnaån, la longueur totale d'écoulement entre source et embouchure atteint 285 km.
Le Motala Ström a, dès le Moyen Âge, revêtu une grande importance régionale en tant que source d'énergie. Les moulins installés le long de son cours ont notamment contribué à l'essor industriel de Norrköping. Aujourd'hui, le dénivelé de 88 m entre Motala et la Baltique est exploité par quelque 25 centrales hydroélectriques dont les plus importantes sont Holmen (29 MW, 18 m de chute), Malfors (21 MW, 28,5 m), Motala Ström (12 MW, 15,3 m) et Skärblacka (10,5 MW, 9 m).
Illustré à l'époque moderne par le Göta kanal, le rôle de voie stratégique de communication de la vallée du Motala Ström était déjà attestée au début de l'ère viking. À Norrköping, une gravure pariétale datant de l'âge du bronze représente des chevaux halant un bateau, pour lui faire passer un rapide ou un portage.